# Карлов, Евгений Николаевич
Евге́ний Никола́евич Ка́рлов (31 мая 1960, пос. Дубовка — 11 апреля 1992, с. Арыш) —  азербайджанский лётчик, участник Первой карабахской войны. Национальный герой Азербайджана. Капитан.

## Биография
Евгений Карлов родился 31 мая 1960 года в посёлке Дубовка Тульской области. Выпускник Сызранского высшего военного авиационного училища лётчиков (1984). С 1984 года служил на территории Азербайджана в составе 845-й отдельной вертолётной эскадрильи. Участник Карабахской войны, командир вертолёта Ми-24. Участвовал в обороне Агдама, Агдере и Физули.
11 апреля 1992 года героически погиб во время обороны села Арыш Физулинского района. По неофициальным данным, Евгений Карлов по собственной инициативе принял участие в военной операции, в которой погиб. Указом президента Азербайджанской Республики № 833 от 7 июля 1992 года капитану Евгению Карлову было присвоено звание Национального героя Азербайджана (посмертно).
Похоронен в родном посёлке Дубовка.